# José María Samper
José María Samper Agudelo (Honda, 31 de marzo de 1828-Anapoima, 22 de julio de 1888) fue un humanista, escritor, periodista y político colombiano. Presentó el proyecto de Ley 66 de 1867 que dio creación a la Universidad Nacional de los Estados Unidos de Colombia.

## Biografía
Nace en Honda, Tolima, el 31 de marzo de 1828. Realizó su primaria y parte de la secundaria en la escuela del Tolima que actualmente ya no existe y finalizó estudios en Jurisprudencia en la Universidad Santo Tomás (Colombia).
Se dedicó, además, otras actividades como el comercio y el ejercicio de cargos públicos.
Samper integró las Sociedades de Geografía Americana y de París, la Academia de Bellas Letras de Chile (de la que fue miembro honorario), la Real Academia Española y el Instituto de Ciencias Morales y Políticas de Caracas.
Casado en segundas nupcias con la escritora Soledad Acosta de Samper.
Esta diversidad de oficios y habilidades, Samper la explica no sólo como el resultado de las pasiones y aptitudes personales, sino también como el producto de las exigencias de la época. Según él, no había condiciones sociales para que el abogado, el médico o el ingeniero pudieran hacer fortuna o sostenerse: El profesorado, el comercio, la agricultura y aun los puestos públicos -anota- son por lo común auxiliares casi necesarios de aquellas otras profesiones. Sin olvidar, por supuesto, la actitud que mantenía con respecto a la universalidad del conocimiento; cuando culminó sus estudios en jurisprudencia, Samper quiso continuar sin lograrlo los estudios en medicina, pues tenía la convicción de que no era posible ser buen abogado, sin conocer la fisiología, la patología y la medicina legal, ni hábil literato en muchos ramos, sin poseer también la anatomía y la fisiología, así como la botánica y la química, la patología y otras ciencias médicas.

## Obras
Escribió varias obras de teatro, como Las conspiraciones de septiembre, El hijo del pueblo, Dios corrige, no mata, Un alcalde a la antigua y dos primos a la moderna, Los aguinaldos y Percances de un empleo.
Fue uno de los colaboradores de el grupo conocido como El Mosaico, fundado por José María Vergara.